# St. Regis Chicago
St. Regis Chicago (anteriormente conocido como Vista Tower ) es un rascacielos actualmente en construcción de 101 pisos y 363 metros de altura en Chicago, Illinois. El Chicago Plan Commission aprobó el edificio el 19 de noviembre de 2015, en una reunión que también aprobó el desarrollo de One Grant Park.
La construcción comenzó en agosto de 2016 y finalizó en 2020. Actualmente es el tercer edificio más alto de la ciudad con 363 metros. Diseñado por un equipo dirigido por la arquitecta Jeanne Gang, Vista sustituirá al cercano rascacielos Aqua (también diseñado por un equipo dirigido por Jeanne Gang) como la estructura más alta del mundo diseñada por una mujer. Esto hará que Chicago albergue las dos estructuras más altas diseñadas por una mujer. Es un proyecto conjunto de Magellan Development Group y Wanda Group. El coste original estimado de construcción fue de $ 900 millones.

## Uso
El edificio tendrá 406 apartamentos y también el hotel Wanda Vista de cinco estrellas con 210 habitaciones.

## Diseño
La principal arquitecta del edificio es Jeanne Gang, directora de Studio Gang Architects. bKL Architecture of Chicago es el arquitecto responsable del proyecto. El edificio estará compuesto por tres torres conectadas. Las torres este, central y oeste tendrán 47, 71 y 93 pisos de altura, respectivamente.
Los interiores de los apartamentos serán diseñados por la firma de diseño Hirsch Bedner Associates. El interior del hotel será diseñado por Gensler, afincada en San Francisco. OLIN, con sede en Filadelfia, diseñará los espacios verdes del proyecto, incluidos los jardines de la azotea. 